# MediaMarkt
MediaMarkt – niemiecka, międzynarodowa sieć supermarketów oferujących sprzęt RTV, AGD, komputery, oprogramowanie, multimedia, filmy, muzykę, sprzęt oświetleniowy i fotograficzny. Posiada ponad 1000 sklepów w Europie. Wraz z siecią sklepów Saturn tworzy Holding Media-Saturn, należący do spółki handlowej Ceconomy, która została wydzielona z Grupy Metro w 2017 roku.

## Historia
MediaMarkt został założony przez przedsiębiorców Leopolda Stiefela, Waltera Gunza, Ericha Kellerhalsa i Helgę Kellerhals. Pierwszy sklep został otwarty 24 listopada 1979 roku w Monachium.
Pod koniec lat siedemdziesiątych XX wieku trójka inwestorów z Monachium postanowiła zaradzić skąpej ofercie produktów RTV i AGD w bawarskich sklepach. Pomysłem założycieli był sklep wielkopowierzchniowy oferujący szeroką grupę produktów w niskiej cenie. Dodatkowo klientom MediaMarkt zapewniono obsługę i serwis – naprawa, dostawa i montaż.
Po dalszym rozwoju na terenie tak zwanych Zachodnich Niemiec, w 1989 roku MediaMarkt rozpoczął ekspansję poza granice kraju. Sklepy otwarto w Austrii, Belgii, Francji, Grecji, Portugalii, Polsce, Szwajcarii, Szwecji, Turcji oraz we Włoszech. We wrześniu 2018 roku wszystkie sklepy w Rosji zostały zamknięte i kupione przez M.video, a w ChRL zostały zamknięte w marcu 2013 roku
Sieć MediaMarkt liczy 870 sklepów w 12 krajach (w tym 399 w Niemczech). W Niemczech zatrudnionych jest ponad 20 tysięcy pracowników, a obroty przedsiębiorstwa wynoszą około 9,8 miliarda euro. W 2012 roku sieć MediaMarkt rozpoczęła sprzedaż za pośrednictwem sklepu internetowego. Tego typu sprzedaż prowadzi we wszystkich krajach.
30 lipca 2025 chińska platforma sprzedażowa JD.com zgodziła się zakupić spółkę Ceconomy.